# Réserve intégrale du Mont Washington
La réserve intégrale du Mont Washington (anglais : Mount Washington Wilderness) est une zone restée à l'état sauvage et protégée située autour du Mont Washington, au centre de la Chaîne des Cascades, dans l'Oregon (États-Unis). Elle a été créée en 1964 par le Congrès des États-Unis, selon le Wilderness Act. Cette zone protégée est grande de 212,5 km2 et s'étend sur les forêts de Willamette et la Deschutes. Elle est gérée par le service des forêts des États-Unis.

## Géographie et végétation
Le Mont Washington est un volcan bouclier. La réserve inclut aussi le cratère Belknap et on dénombre 28 lacs dans cette aire sauvage.
On y retrouve particulièrement des pins tordus, et d'autres espèces de pins, ainsi que des pruches subalpines.
Le Pacific Crest Trail traverse cette réserve sur 26,7 km.

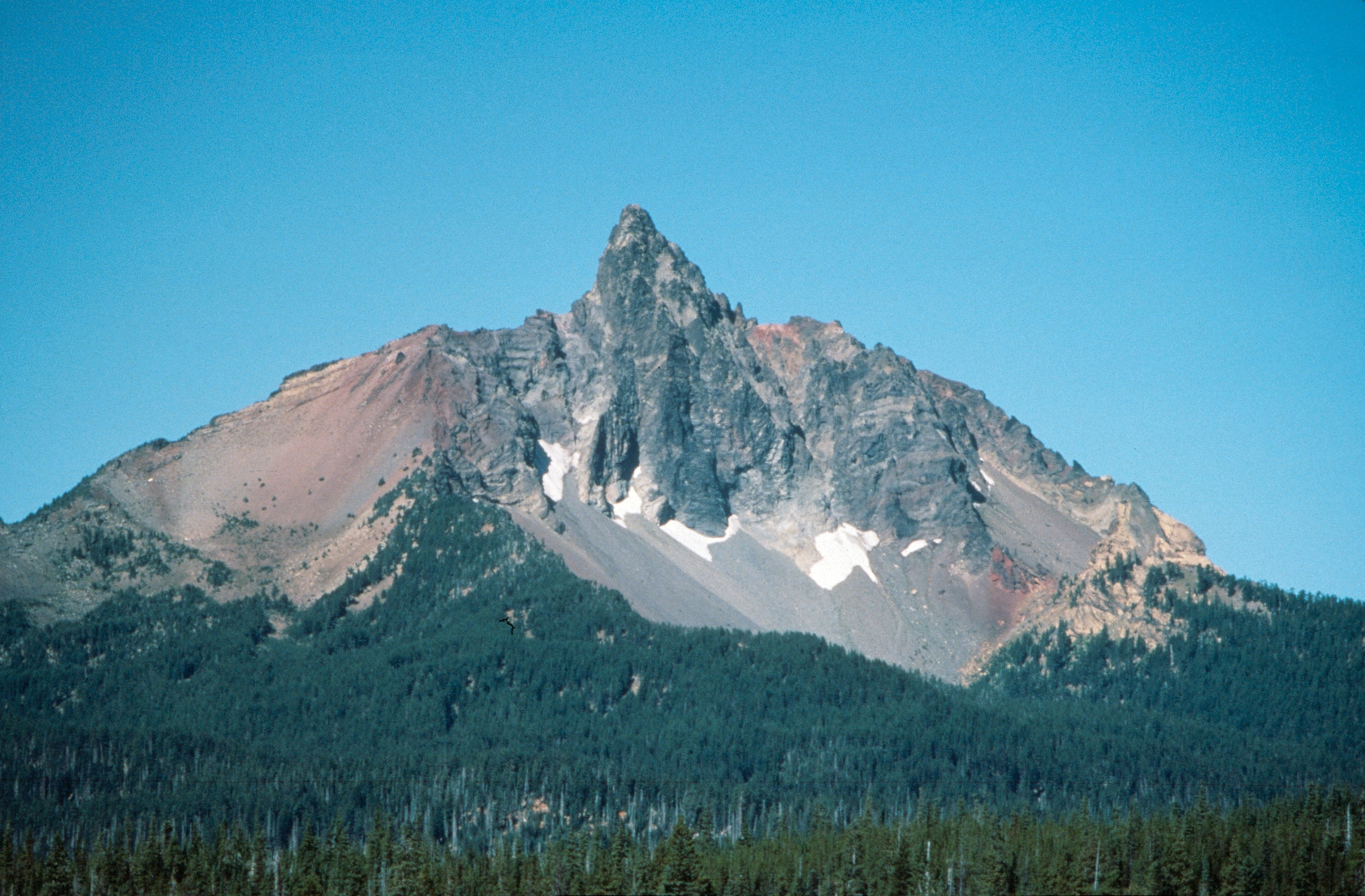
Le mont Washington